# Tête aux Veillon
Tête aux Veillon är en bergstopp i Schweiz. Den ligger i distriktet Conthey och kantonen Valais, i den sydvästra delen av landet, 80 km söder om huvudstaden Bern. Toppen på Tête aux Veillon är 2 845 meter över havet.